# Magnaporthe grisea
Magnaporthe grisea, llamado tizón del arroz,  es un hongo patogénico de las plantas que causa una enfermedad importante que afecta al arroz. Se sabe que M. grisea consiste de un complejo críptico de especies que contiene por lo menos dos especies biológicas que poseen claras diferencias géneticas y que no se cruzan Los miembros aislados de Digitaria han sido definidos en forma más precisa como M. grisea.  Y el resto de los miembros aislados del complejo del arroz y de una variedad de otros hospedadores han sido renombrados Magnaporthe oryzae, en el mismo complejo  M. grisea. Sigue habiendo confusión sobre cuál de estos dos nombres utilizar para el patógeno del tizón del arroz, ya que ambos son utilizados ahora por diferentes autores.
Los miembros del complejo Magnaporthe grisea también pueden infectar otros cereales de importancia agrícola, como el trigo, centeno, cebada y mijo perla, causando enfermedades llamada  enfermedad de tizón. El tizón del arroz causa anualmente pérdidas de cultivos económicamente significativas. Se estima que cada año se destruye suficiente arroz para alimentar a más de 60 millones de personas. Se sabe que el hongo ocurre en 85 países en todo el mundo.

## Hospedadores y síntomas

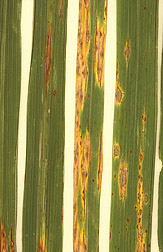
Lesiones en hojas de arroz causadas por una infección de M. grisea

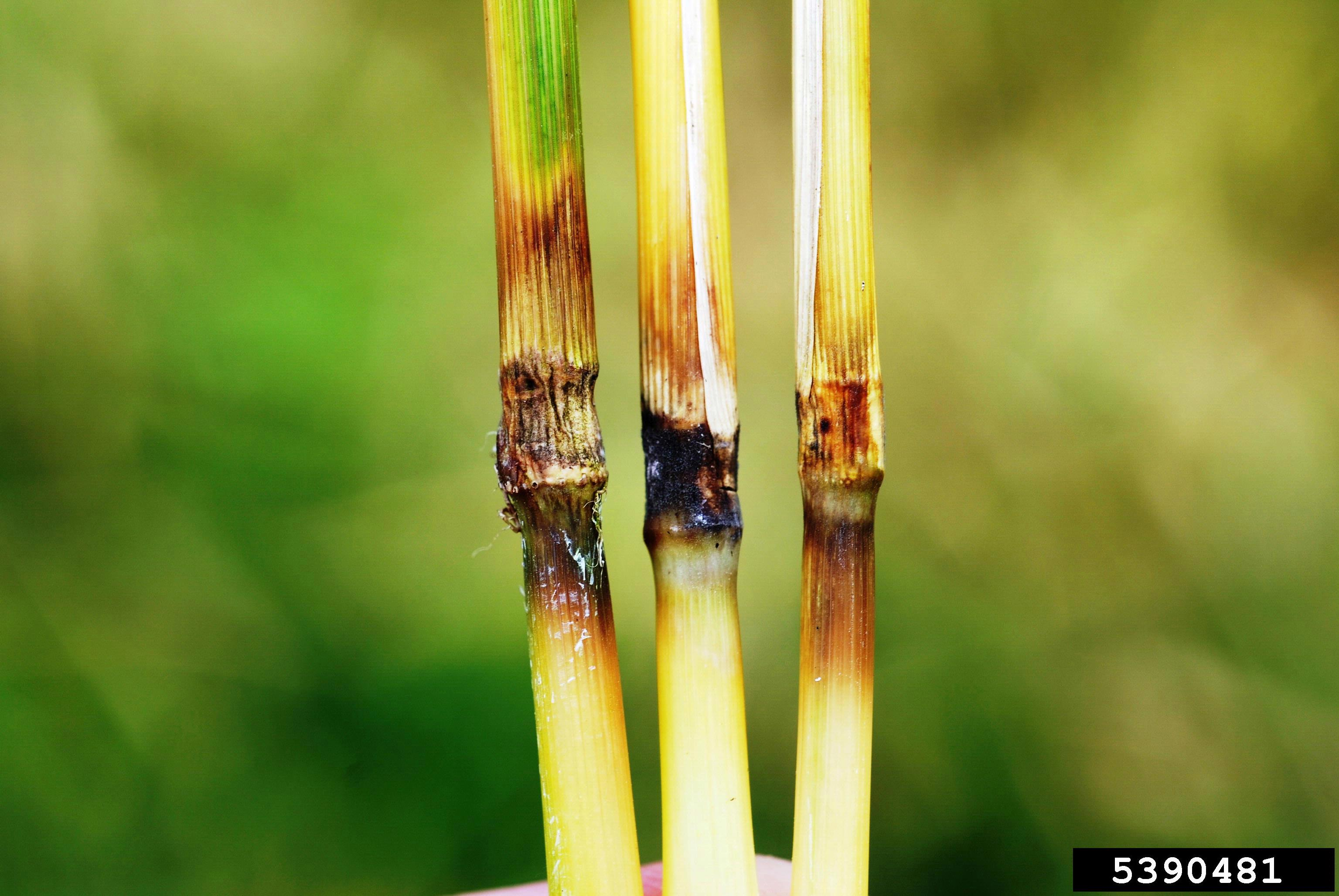
Lesiones producto del tizón del arroz en los nodos de la planta.

M. grisea es un hongo ascomiceto. Es un patógeno de plantas extremadamente eficaz ya que puede reproducirse tanto sexual como asexualmente para producir estructuras infecciosas especializadas conocidas como appressoria que infectan tejidos aéreos e hifas que pueden infectar tejidos de las raíces.
El tizón del arroz se ha observado en las cepas de arroz M-201, M-202, M-204, M-205, M-103, M-104, S-102, L-204, Calmochi-101, siendo M-201 la más vulnerable. Los síntomas iniciales son lesiones o manchas de color blanco a gris verdoso que producen bordes más oscuros en todas las partes del brote, mientras que las lesiones más antiguas son elípticas o fusiformes y de tono blanquecino a gris con bordes necróticos. Las lesiones pueden agrandarse y fusionarse para matar toda la hoja. Los síntomas se observan en todas las partes aéreas de la planta. Las lesiones se pueden ver en el collar de la hoja, tallo, los nudos del tallo y el nudo del cuello de la panícula. La infección internodal del culmo se presenta en forma de bandas. La infección nodal hace que el culmo se rompa en el nodo infectado (cuello podrido). También afecta la reproducción al hacer que el hospedador produzca menos semillas. Esto es causado por la enfermedad que impide la maduración del grano.

## Ciclo de la enfermedad

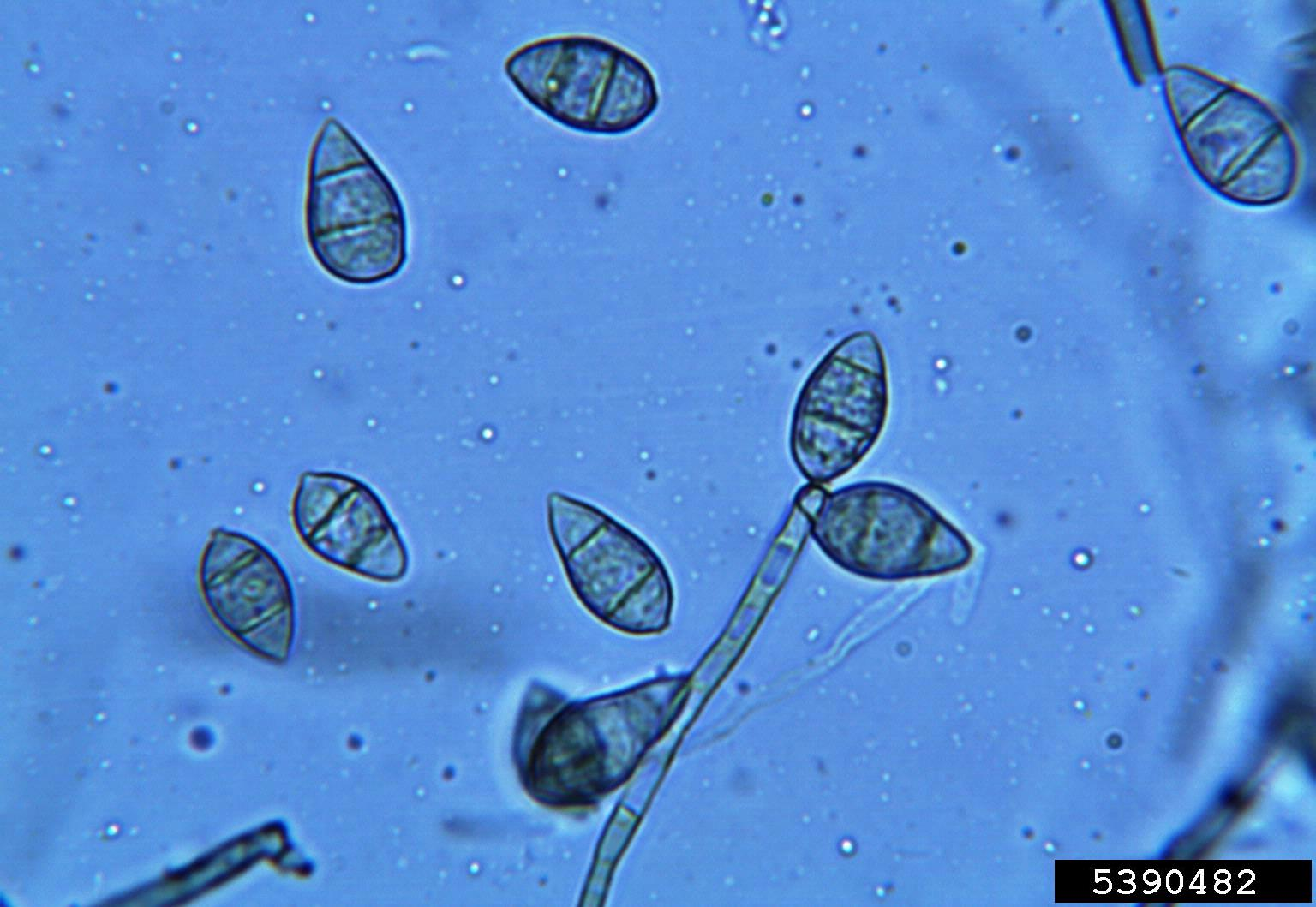
Esporas de M. grisea

El patógeno infecta cuando una espora produce lesiones o manchas en partes de la planta de arroz como la hoja, el collar de la hoja, la panícula, el tallo y los nudos del tallo. Usando una estructura llamada apresorio, el patógeno penetra en la planta. El patógeno es capaz de moverse entre las células vegetales utilizando sus hifas invasivas para entrar a través del plasmodesmo. M. grisea  luego esporula del tejido del arroz enfermo para dispersarse como conidio esporas. Después de invernar en fuentes como paja de arroz y rastrojo, el ciclo se repite.
Un ciclo se puede completar en aproximadamente una semana en condiciones favorables donde una lesión puede generar hasta miles de esporas en una sola noche. Sin embargo, las lesiones de la enfermedad pueden aparecer de tres a cuatro días después de la infección. Con la capacidad de continuar produciendo las esporas durante más de 20 días, las lesiones por tizón  del arroz pueden ser devastadoras para los cultivos de arroz susceptibles.

## Medio ambiente
El tizon del arroz es un problema significativo en regiones templadas y se le encuentra en zonas de tierras bajas o altas irrigadas. Las condiciones propicias para el tizón del arroz incluyen largos períodos de  alta humedad, porque la humedad de las hojas es necesaria para que se desarrolle la infección. La esporulación aumenta con la humedad relativa alta (25-28 °C), la germinación de esporas, la formación de lesiones y la esporulación se encuentran en niveles óptimos..
En términos de control, el uso excesivo de fertilización con nitrógeno y el estrés por sequía aumentan la susceptibilidad del arroz al patógeno, ya que la planta se debilita y sus defensas son bajas. La inundación y el drenaje de los campos son normales en el cultivo de arroz, sin embargo, dejar un campo drenado durante períodos prolongados también favorece la infección, ya que aireará el suelo, convirtiendo el amonio en nitrato y, por lo tanto, causando estrés en los cultivos de arroz.

## Distribución geográfica
Se encontró tizon de trigo en la temporada de lluvias 2017-2018 en Zambia, en el distrito de Mpika de la Provincia de Muchinga.
En febrero del 2016 una epidemia devastadora del trigo asoló Bangladés. Los análisis transcriptome indicaron que la causa era una cepa de M. grisea muy probablemente la de los estados de Minas Gerais, São Paulo, Brasília, y Goiás en Brasil y no de cepas geográficamente más cercanas. Este diagnóstico exitoso muestra la capacidad de la vigilancia genética para desenredar las nuevas implicaciones de bioseguridad del transporte transcontinental, y permitió aplicar la experiencia brasilera rápidamente para gestionar la situación en Bangladés. A este efecto el gobierno de Bangladés ha creado un sistema de alerta temprana para monitorear su difusión por el país.

## Gestión

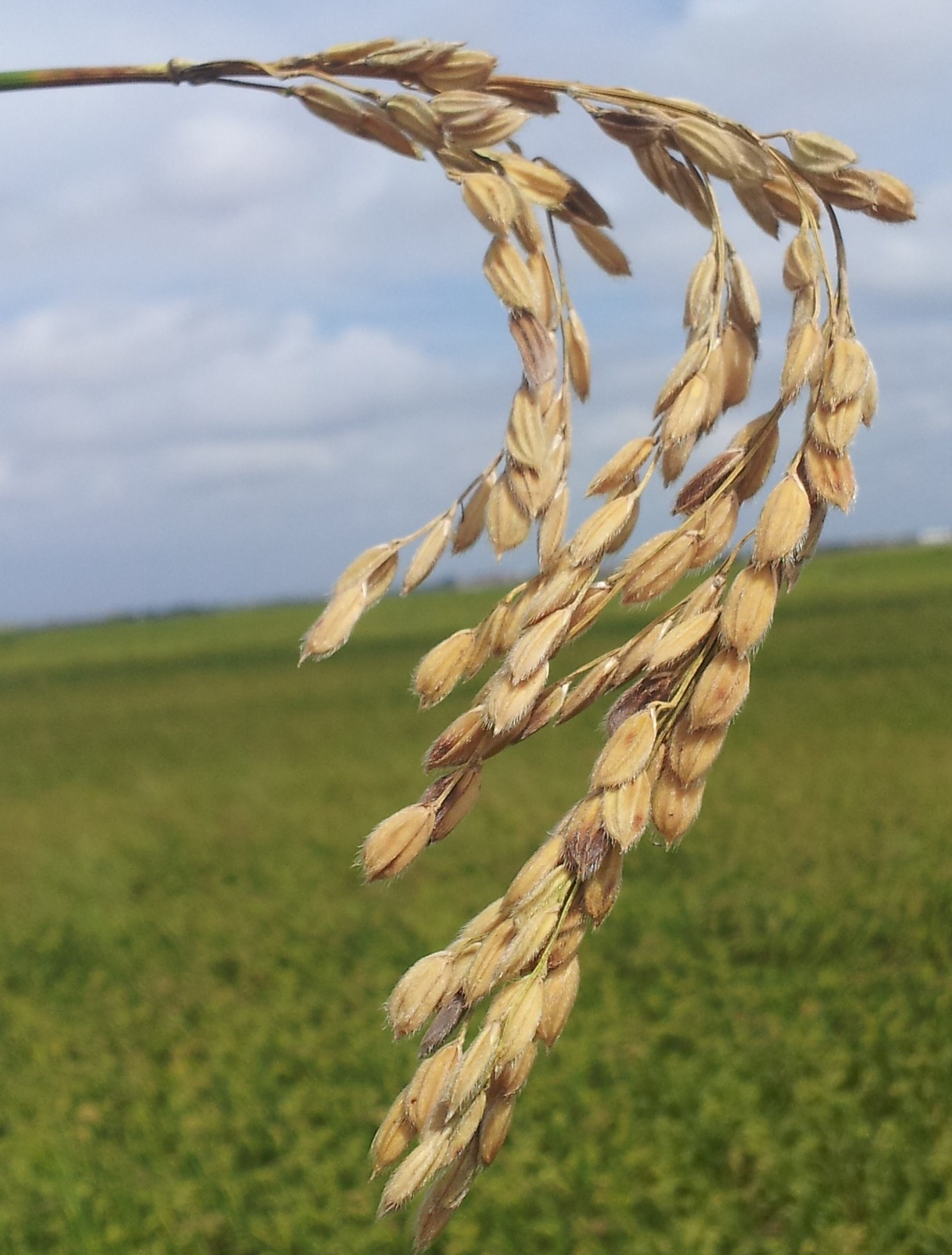
Arroz J. Sendra afectado por Magnaporthe grisea.

El hongo ha podido desarrollar resistencia tanto a tratamientos químicos como genética en algunos tipos de arroz desarrollados por fitomejoradores. Se cree que el hongo puede lograrlo mediante un cambio genético mediante mutación. Para controlar de manera más eficaz la infección por M. grisea, se debe implementar un programa de manejo integrado para evitar el uso excesivo de un único método de control y luchar contra la resistencia genética. Por ejemplo, la eliminación de residuos de cultivos podría reducir la ocurrencia de hibernación y desalentar la inoculación en temporadas posteriores. Otra estrategia sería plantar variedades de arroz resistentes que no sean tan susceptibles a la infección por M. grisea. El conocimiento de la patogenicidad de M. grisea y su necesidad de humedad libre sugiere otras estrategias de control como el riego regulado y una combinación de tratamientos químicos con diferentes modos de acción. La gestión de la cantidad de agua suministrada a los cultivos limita la movilidad de las esporas, lo que reduce la posibilidad de infección. Se ha demostrado que los controles químicos como la Carpropamida previenen la penetración de los apresorios en las células epidérmicas del arroz, sin afectar el grano.

## Importancia
El tizón del arroz es la enfermedad más importante que afecta a los cultivos de arroz en el mundo. Dado que el arroz es una fuente importante de alimento para gran parte del mundo, sus efectos tienen un amplio impacto. Se ha encontrado en más de 85 países de todo el mundo y llegó a los Estados Unidos en 1996. Cada año, la cantidad de cosechas perdidas por el tizón del arroz podría alimentar a 60 millones de personas. Aunque existen algunas cepas de arroz resistentes, la enfermedad persiste dondequiera que se cultive el arroz. La enfermedad nunca ha sido erradicada de una región.